# 홋카이도 제9구
홋카이도 제9구(일본어: 北海道第9区, ほっかいどうだい9く)는 일본의 중의원 선거구이다. 1994년 공직선거법 개정으로 신설되었다.

## 지역
- 무로란시
- 도마코마이시
- 노보리베쓰시
- 다테시
- 이부리 종합진흥국 관할구역
- 히다카 진흥국 관할구역

제9구의 총 면적은 전국 6위의 규모로, 히로시마현의 면적과 같다.

## 역사
1996년 소선거구제 실시 이후 하토야마 유키오가 지역의원으로 있었다. 2000년 총선 당시 하토야마 의원은 제1야당의 당수로서 선거에 나왔고, 자민당의 신인후보 이와쿠라 히로후미와 접전을 벌였다. 때문에 소선거구 선거 중에서는 제일 마지막에 당선확실이 뜨기도 했다. 하토야마는 이후로도 두 차례 의원에 당선되었다.
2009년 제45회 총선에서는 다시 한번 제1야당 당수로서 선거전을 지휘하였으며, 민주당 열풍으로 소선거구제 실시 이후 처음으로 20만 표를 넘기는 기록을 세운다. 또 같은 선거에서 민주당이 압승을 거두면서 하토야마 의원은 일본 총리로 등극하게 되었다.
2012년 제46회 총선에서는 의원직에서 물러난 하토야마의 뒤를 이어 자민당의 호리이 마나부가 유력후보로 나섰고, 선거에서 당선되었다. 다음 총선인 2014년 제47회 총선에서는 민주당에서 야마오카 겐지의 아들인 야마오카 다쓰마루를 내세웠지만 호리이 의원이 의석을 지켰다.

## 역대 의원
| 선거          | 정당 | 정당       | 의원              |
| ------------- | ---- | ---------- | ----------------- |
| 1996년 제41회 |      | 민주당     | 하토야마 유키오   |
| 2000년 제42회 |      | 민주당     | 하토야마 유키오   |
| 2003년 제43회 |      | 민주당     | 하토야마 유키오   |
| 2005년 제44회 |      | 민주당     | 하토야마 유키오   |
| 2009년 제45회 |      | 민주당     | 하토야마 유키오   |
| 2012년 제46회 |      | 자유민주당 | 호리이 마나부     |
| 2014년 제47회 |      | 자유민주당 | 호리이 마나부     |
| 2017년 제48회 |      | 자유민주당 | 호리이 마나부     |
| 2021년 제49회 |      | 입헌민주당 | 야마오카 다쓰마루 |
| 2024년 제50회 |      | 입헌민주당 | 야마오카 다쓰마루 |

## 역대 선거 결과

### 1996년 (제41회)
|  | 52.79% |

|  | 27.53% |

|  | 19.68% |

### 2000년 (제42회)
|  | 45.45% |

|  | 44.58% |

|  | 9.97% |

### 2003년 (제43회)
|  | 50.02% |

|  | 42.07% |

|  | 7.91% |

### 2005년 (제44회)
|  | 49.26% |

|  | 43.05% |

|  | 7.68% |

### 2009년 (제45회)
|  | 66.36% |

|  | 26.06% |

|  | 6.68% |

|  | 0.90% |

### 2012년 (제46회)
|  | 55.19% |

|  | 28.07% |

|  | 13.33% |

|  | 3.41% |

### 2014년 (제47회)
|  | 45.73% |

|  | 40.32% |

|  | 13.95% |

### 2017년 (제48회)
|  | 46.75% |

|  | 37.97% |

|  | 15.28% |

### 2021년 (제49회)
|  | 51.51% |

|  | 48.49% |

### 2024년 (제50회)
|  | 56.12% |

|  | 33.00% |

|  | 10.88% |

## 같이 보기
- 홋카이도 선거구